# Insidious: Chapter 3
Insidious: Chapter 3 är en amerikansk skräckfilm med världspremiär på bio den 28 maj 2015 och sverigepremiär på bio den 5 juni 2015. Filmen regisseras av Leigh Whannell med Dermot Mulroney och Stefanie Scott i huvudrollerna.
Filmen är en del av filmserien med de tidigare filmerna Insidious från 2011 och Insidious: Chapter 2 från 2013.

## Handling
Filmen är en prequel till den hemsökta familjen Lamberts öde från de två första filmerna i filmserien och avslöjar hur det begåvade mediet Elise Rainier (Lin Shaye) använder sin förmåga att kontakta döda personer för att hjälpa en hemsökt tonårstjej.

## Rollista
| Dermot Mulroney | – Sean          |
| Stefanie Scott  | – Quinn         |
| Angus Sampson   | – Tucker        |
| Leigh Whannell  | – Specs         |
| Lin Shaye       | – Elise Rainier |
| Steve Coulter   | – Carl          |